# Observationssats
Observationssats är en term inom språkfilosofi som uttrycker ett påstående om något observerbart förhållande. "Det regnar ute" är exempel på en observationssats.
Observationssatser är offentliga utsagor som forskaren gör, de är i princip kontrollerbara och beskriver vad som har observerats.